# 2880 Nihondaira
2880 Nihondaira је астероид главног астероидног појаса чија средња удаљеност од Сунца износи 2,203 астрономских јединица (АЈ).
Апсолутна магнитуда астероида је 12,6.